# Vallon
Vallon es una comuna suiza del cantón de Friburgo, situada en el distrito de Broye. Limita al noreste con la comuna de Delley-Portalban, al este con Saint-Aubin y Missy (VD), al sureste con Corcelles-près-Payerne (VD), al sur y sur oeste con Grandcour (VD), y al noroeste con Gletterens.  

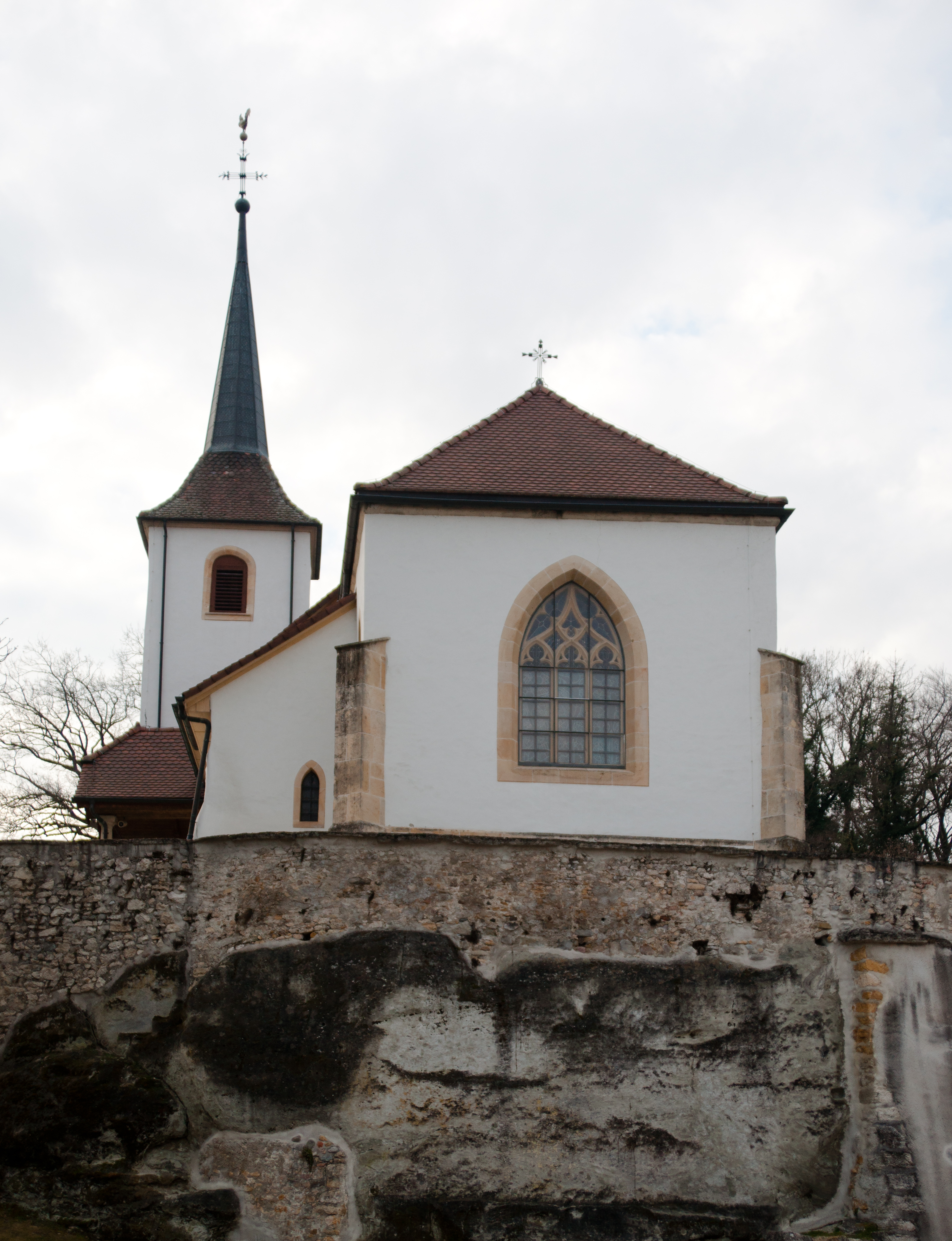
Iglesia San Pedro, Vallon.